# Ruslan und Ljudmila (Gedicht)
Ruslan und Ljudmila (Руслан и Людмила), auch als Ruslan und Ludmila geschrieben, ist ein Poem, ein in Versen abgefasstes Märchen von Alexander Sergejewitsch Puschkin, das im Sommer 1820 in Russland veröffentlicht wurde. Es war die literarische Grundlage für die gleichnamige Oper von Michail Iwanowitsch Glinka. Das Poem besteht aus einer Widmung, einem Prolog, sechs Gesängen und einem Epilog. Auch der zweite bis sechste Gesang sind jeweils von einem editorischen Kommentar des Dichters eingeleitet. Die Kommentare erzeugen im Sinne der Romantischen Ironie eine Metaebene im Text. Die Märchengeschichte erzählt von dem Brautpaar Ruslan und Ljudmila. Ljudmila, Tochter des legendären Fürsten Wladimir von Kiew, wird in der Brautnacht vom bösen Zauberer Tschernomor entführt. Der Held Ruslan kann sie nach vielen Wirrungen aus Tschernomors Schloss befreien, wobei ihm drei Nebenbuhler und eine Hexe in die Quere kommen.

## Prolog und editorische Notizen

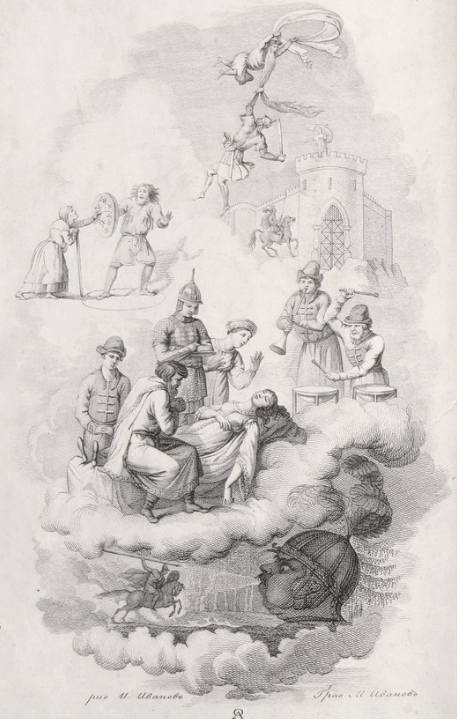
Frontispiz (Deckblatt) der ersten Ausgabe von 1820

Das Gedicht Ein Eichbaum ragt am Meeresstrande im Prolog fügte Puschkin erst 1824/25 hinzu. Darin beschwört er mit Anspielungen auf die slawischen Volksmärchen um die Figur Baba Jaga und ein Märchen, das er selbst 1824 unter dem Titel Märchen vom Zaren Saltan verarbeitet hatte, eine Atmosphäre von „alter Märchen Wundertraum“ herauf, in die er das nun folgende Märchen als das angeblich schönste einbetten will. Zugleich bezeugt Puschkin damit seinen schöpferischen Umgang mit Volksmärchen.
In der Einleitung zum Zweiten Gesang spricht der Dichter die Ritter an, kritisiert ihre „Mordlust“ und ruft sie auf: „In Liebesfragen, bleibt verträglich / Und einigt euch in Freundlichkeit!“ Weiter hinten leitet er die Schilderung des Zweikampfes zwischen Rogdai und Ruslan ein, indem er den Schlachtenmaler Aleksander Orłowski auffordert, die Szene zu zeichnen. Den Vierten Gesang leitet Puschkin mit einem Dank an den Schöpfer ein, dass „in unsren Tagen / Nicht mehr wie einst so fürchterlich / Gespenster uns und Zaubrer plagen“. Dann spricht er den „Genius meiner Poesie“ persönlich an, den Dichter Wassili Andrejewitsch Schukowski, und bittet ihn um Verzeihung, dass er ihm „nun nachfliege“ und „die heitre Mär, der Welt zur Freude, / In eine hübsche Lüge kleide“. So deutet er an, dass seine Geschichte von der schlafenden Ljudmila eine Ballade Schukowskis parodiert.

## Handlung
Erster Gesang: Zu Kiew wurde gefeiert: Der alte Fürst Wladimir gab seine wunderschöne Tochter Ludmila dem jungen Fürsten Ruslan, einem Ritter ohne Furcht und Tadel, zur Frau. Nur drei eifersüchtige Männer konnten sich nicht mitfreuen: die Ritter Rogdai, Ratmir und Farlaf, die sich auch in Ludmila verliebt hatten. Doch als sich Ruslan und Ludmila in der Hochzeitsnacht endlich in den Armen lagen, platzte mit Blitz und Rauch ein Zauberspuk dazwischen, betäubte den Bräutigam und ließ die Braut verschwinden. Am nächsten Morgen war Fürst Wladimir außer sich vor Zorn. Er annullierte die Hochzeit und versprach Ludmila demjenigen, der sie ihm zurückbrächte, und alle vier Bewerber zogen aus, die Schöne wiederzufinden. – Der verzweifelte Ruslan zog nach Norden und stieß dort auf die Höhle eines alten Einsiedlers, eines Finnen, der ihm sagte, der böse Zauberer Tschernomor, ein Zwerg mit meterlangem Bart, habe Ludmila entführt wie schon viele Bräute zuvor. Er prophezeite Ruslan, dass er nach schweren Kämpfen den Zauberer überwinden und Ludmila wiederfinden werde. Der Finne erzählte Ruslan seine Geschichte: Als junger Hirte hatte er sich in Finnland in die schöne Naïna verliebt, doch die hatte ihn lachend verschmäht. Darauf hatte er sich mit einigen Getreuen in den Krieg gestürzt und viel Kriegerruhm errungen, doch als er damit nach Hause kam, verschmähte ihn die Schöne immer noch. Voller Verzweiflung hatte er sich dann der Zauberei ergeben und nach vielen Jahren den Zauber erlernt, der ihm Naïna gewogen machen sollte. Naïna verliebte sich tatsächlich in ihn – doch sie war inzwischen zur siebzigjährigen Hexe geworden. Jetzt wollte der Finne sie nicht mehr und war vor ihrer Rache in die Ferne geflüchtet. Die böse Hexe Naïna, wusste der Finne, trieb noch immer ihr Unwesen und war eine Gefahr für alle Liebenden.
Zweiter Gesang: In der Tat kreuzte Naïna alsbald den Weg des Ritters Rogdai, der ein jähzorniger Wüterich war, und wies ihm den Weg nach Norden, wo er seinen Nebenbuhler Ruslan töten könne. Rogdai folgte ihrem Rat, stieß aber zunächst auf Farlaf und hätte ihn beinahe erschlagen, ehe er seinen Irrtum erkannte. Farlaf war ein nichtsnutziger Zecher und Prahlhans. Naïna erschien auch ihm, und auf ihren Rat zog er sich in ein Haus bei Kiew zurück, um das Weitere abzuwarten; er werde dennoch Ludmila gewinnen, hatte sie gesagt. – Die entführte Braut Ludmila wachte unterdessen in einem prächtigen Schloss auf, wurde von drei mitleidigen Dienerinnen bedient; man zeigte ihr einen wunderschönen Garten im Innern des Zauberschlosses, doch ringsumher lag eine grauenvolle Eiswüste. Untröstlich wandelte Ludmila den ganzen Tag durch den Garten. In der Nacht kam mit großem Getöse Tschernomor zu ihr, um um sie zu werben: Dunkelhäutige Diener trugen auf Kissen seinen meterlangen Bart voran. Ludmila schrie so gellend, dass die Diener fluchtartig hinausstürmten; sie packte den Zwerg, entriss ihm die Mütze, und der Spuk war vorüber. – Am Dnjepr-Ufer fand Rogdai seinen Nebenbuhler Ruslan und stürzte sich auf ihn. In ihrem langen Zweikampf zerschlugen die beiden Ritter sämtliche Waffen und gingen zum Faustkampf über. Rogdai ermattete schließlich, und Ruslan warf den Ohnmächtigen in den Dnjepr, wo er ertrank.
Dritter Gesang: Die Hexe Naïna erschien in Tschernomors Schloss und bot dem Zauberer ein Bündnis an, um gemeinsam den alten Finnen zu vernichten. Tschernomor offenbarte ihr, dass seine Zauberkraft in seinem meterlangen Bart steckte. Als Tschernomor erneut Ljudmilas Gemach aufsuchte, war das Mädchen verschwunden. Denn die hatte, als sie am Morgen vor dem Spiegel die Mütze des Zauberers ausprobierte, entdeckt, dass sie eine Tarnkappe war: Wenn sie die Mütze drehte, wurde sie unsichtbar. So konnte sie sich tagelang im Garten verstecken und den Dienern, die nach ihr suchten, entkommen. – Ruslan stieß indes auf ein altes Schlachtfeld und versorgte sich notdürftig mit neuen Waffen, fand aber kein brauchbares Schwert. Als er weiterritt, stieß er nachts auf einen schnarchenden Hügel: Es war das abgeschlagene Haupt eines Riesen, das immer noch lebte, aber schlief. Frech weckte Ruslan das Riesenhaupt, indem er es mit dem Speer an der Nase kitzelte. Der wütende Riese forderte ihn zum Kampf; Ruslan schaffte es, ihn zu verblüffen und versetzte ihm einen solchen Backenstreich, dass das Haupt zur Seite rollte und ein Reckenschwert freigab, das viele Jahre unter ihm verborgen war. Der Riese bat Ruslan um Gnade und erzählte ihm seine traurige Geschichte: Er war der Bruder des Zauberzwerges Tschernomor, einst ein Hüne von schöner Gestalt, aber einfältig; dieser jedoch war schon in jungen Jahren ein hässlicher Gnom, listig, eifersüchtig und bösartig. Seine Zauberkraft lag in seinem langen Bart. Tschernomor hatte seinem Bruder von einem Reckenschwert erzählt, das nach einer alten Prophezeiung ihnen beiden Unheil bringen werde. Der Hüne hatte sich mit Tschernomor aufgemacht, das Schwert zu finden. Als sie es gefunden hatten, hatte Tschernomor mit List und Schwert dem eigenen Bruder den Kopf abgeschlagen und das Haupt, das durch einen Zauber weiterlebte, als Wächter über das Schwert gesetzt.
Vierter Gesang: Ratmir, der feurige Chasaren-Khan, stieß auf seiner Fahrt auf ein Zauberschloss mit zwölf ebenso feurigen Jungfrauen; von denen ließ er sich verwöhnen und vergaß darüber bald Ludmila, Kiew und die Suche. – Mit einer List schaffte es Tschernomor am Ende doch, Ljudmila in einem Netz einzufangen und in einen Zauberschlaf zu versetzen.
Fünfter Gesang: In diesem Moment tauchte Ruslan mit seinem Ross vor dem Schloss auf und forderte Tschernomor zum Kampf. Tschernomor, der fliegen konnte, griff ihn aus der Luft an. Ruslan bekam seinen Bart zu packen, und Tschernomor flog tagelang durch die Luft, während Ruslan in seinem Bart hing und ihm ein Barthaar nach dem anderen ausrupfte. Dadurch verlor er an Kraft und musste sich geschlagen geben. Er kehrte zum Schloss zurück, wo Ruslan ihm mit dem Schwert den Bart abhieb und den zeternden Zwerg in den Quersack auf seinem Ross steckte; den Bart band er sich als Trophäe an den Helm. Allerdings suchte er in Schloss und Garten zunächst vergeblich nach Ludmila, der Tschernomor zuvor die Tarnkappe aufgesetzt hatte. Erst als er ihr zufällig die Mütze vom Kopf stieß, fand er die Schlafende und ritt mit ihr und Tschernomor zurück nach Süden. Unterwegs kam er wieder am Haupt von Tschernomors Bruder vorbei, und als dieser den gebundenen und entmachteten Übeltäter sah, konnte er endlich sterben. Später traf Ruslan einen Fischer, der mit seiner jungen, schönen Frau in der Einsamkeit lebte: es war Ratmir, der das Kriegshandwerk gegen die Liebe eingetauscht hatte. Ruslan und Ratmir schieden als Freunde. – Die Hexe Naïna hatte unterdessen Farlaf alarmiert und auf Ruslans Fährte gesetzt. Der unwürdige Konkurrent überfiel den schlafenden Ritter, durchbohrte ihn mit dem Schwert und machte sich mit der schlafenden Ludmila davon.
Sechster Gesang: Als Farlaf mit Ljudmila in Kiew einzog, hielt sich dort der Jubel in Grenzen, denn niemand gönnte ihm den Fang, und Fürst Wladimir musste weiterhin um seine Tochter bangen, da sie nicht aufwachte. Zu allem Überfluss erschienen die Petschenegen vor den Toren und begannen, die Stadt zu belagern. – Der finnische Einsiedler hatte Kunde von den Ereignissen. Von zwei geheimen Quellen besorgte er sich je einen Krug vom Wasser des Todes und vom Wasser des Lebens. Damit suchte er den tödlich getroffenen Ruslan auf, heilte seine Wunden und erweckte ihn wieder zum Leben. Er wies ihn, das belagerte Kiew zu befreien und Ludmila mit einem Zauberring aufzuwecken. So geschah es. Ruslan und die anderen Ritter verjagten die Petschenegen; Ruslan weckte Ludmila auf; die Liebenden hatten sich endlich wieder; großzügig begnadigte der neue Herrscher seine geschlagenen Widersacher Farlaf und Tschernomor.

## Entstehung
Puschkin hatte das Poem schon 1817 im Lyzeum begonnen. Es entsprach konzeptionell der Forderung der literarischen Gesellschaft Arsamas, der Puschkin angehörte, nach Schaffung nationaler russischer Heldenepen. Das Gedicht wurde im Mai 1820 abgeschlossen und rief sofort ein starkes und zwiespältiges Echo in der Kritik hervor. Wassili Andrejewitsch Schukowski schickte Puschkin eine Widmung: „Dem siegreichen Schüler vom besiegten Lehrer“. Kritiker empörten sich über den Niedergang des Hohen Kanons. Puschkin gelang es, in dem Poem das Sagenhafte und das Historische, das Komische und das Heroische parodistisch zu vereinigen und so die Form des klassizistischen Epos zu überwinden. Das Werk machte Puschkin in ganz Russland bekannt.

## Übersetzungen und Rezeption
Schon 1823 erschien die erste deutsche Übersetzung eines Ausschnitts von Ruslan und Ljudmila in einer von Karl Friedrich von der Borg herausgegebenen Anthologie russischer poetischer Werke. Es war die erste deutsche Puschkin-Übersetzung. 1833 erschien eine deutsche Übersetzung der ersten beiden Gesänge durch Erhard Göring, 1922 die erste vollständige deutsche Übersetzung durch Johannes von Guenther. Die 1985 im Berliner Aufbau-Verlag erschienene Übersetzung besorgte Martin Remané.
Anton Pawlowitsch Tschechow zitierte in seinem Drama Drei Schwestern Zeilen aus dem Prologgedicht Puschkins, die dort von der Hauptfigur Mascha vorgetragen werden.
Maxim Gorki berichtet in seinem autobiographischen Roman Unter fremden Menschen, wie stark ihn Puschkins Poeme in seiner Jugend beeindruckten und seine Ästhetik beeinflussten. Die Beispielverse, die er zitiert, stammen aus Ruslan und Ljudmila.

## Vertonungen, Verfilmungen
- 1842 wurde die Oper Ruslan und Ljudmila von Michail Glinka in St. Petersburg uraufgeführt. Das Libretto schrieb Nestor Kukolnik nach der Vorlage von Puschkin.
- 1938 verfilmten Iwan Nikittschenko und Wiktor Neweschin den Stoff für das Mosfilmstudio
- 1968–1972 verfilmte Alexander Lukitsch Ptuschko den Stoff mit vielen Spezialeffekten in der Sowjetunion. Es war sein letzter Film.
- 2018 wurde der Computeranimationsfilm Mila und Ruslan – Mutiger als erlaubt veröffentlicht, der auf diesem Gedicht basiert.